# 마이리
마이리(중국어 간체자: 马伊琍, 정체자: 馬伊琍, 병음: Mǎ Yīlì, 한자음: 마이리, 1976년 6월 29일 ~ )는 중국의 배우이다. 상하이시 훙커우구에서 태어났다.

## 방송
- 먼 곳에서
- 아적전반생
- 중국식 관계
- 소파파
- 청춘기당상갱년기 2